# Puig de Son Nassi
El Puig de Son Nassi és una muntanya de Mallorca. Pertany al municipi de Bunyola.

## Principals accessos
- Des de la carretera que va de Palma a Sóller, (Ma-11).